# Teatro Piccolo (Pompei)

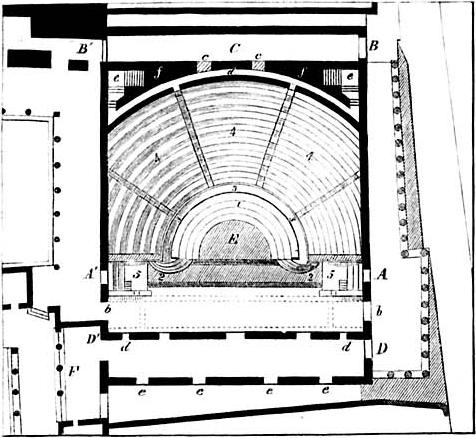
Pianta del Teatro Piccolo

Il Teatro Piccolo, chiamato anche Odeion, è un teatro di epoca romana, sepolto dall'eruzione del Vesuvio del 79 e ritrovato a seguito degli scavi archeologici dell'antica Pompei: al suo interno si tenevano spettacoli musicali e declamazioni di poesie.

## Storia e descrizione
Un primo progetto di costruzione del Teatro Piccolo risale all'epoca sannitica o per lo meno un suo disegno nell'impianto urbano della città, ma fu realizzato pochi anni dopo la conquista di Pompei da parte di Lucio Cornelio Silla, quindi tra l'80 ed il 75 a.C., su finanziamento di due magistrati, gli stessi che permisero la costruzione dell'Anfiteatro, Caio Quinzio Valgo e Marco Porcio; un'epigrafe infatti riporta:
Fu sepolto sotto una coltre di ceneri e lapilli a seguito dell'eruzione del Vesuvio del 79 e riportato alla luce tra la fine del XVIII e l'inizio del XIX secolo grazie agli scavi archeologici promossi dalla dinastia borbonica.

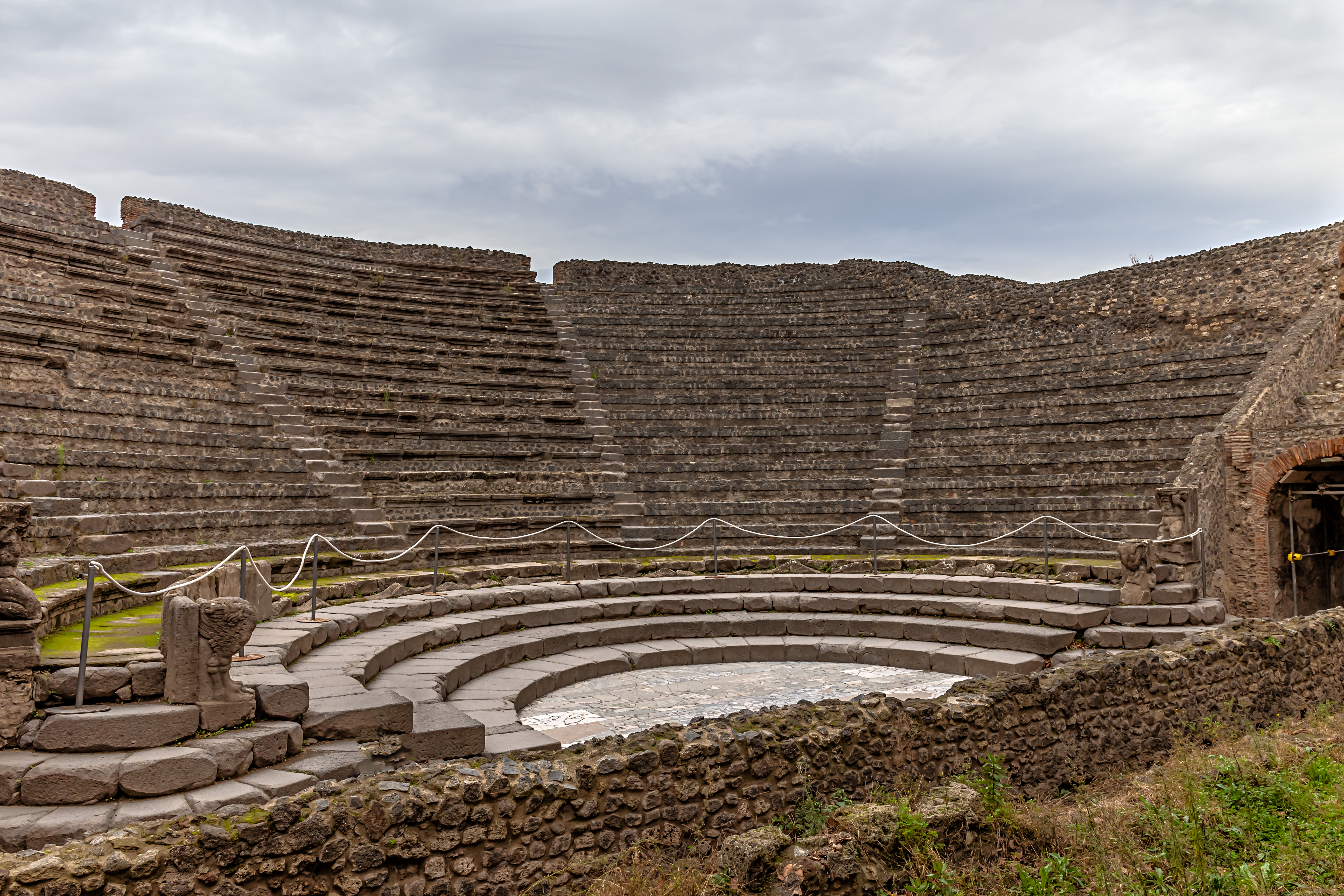
L'interno dellOdeion

La struttura del Teatro Piccolo è molto simile a quella del Teatro Grande: aveva una capacità di circa milletrecento posti ed è realizzato in opera incerta e reticolata, presentando anche alcuni inserimenti di opera laterizia nei corridoi e negli stipiti; ha la forma di un semicerchio iscritta in un quadrato, anche se la parte più esterna delle gradinate, nella zona laterale, non fu costruita per permettere la copertura con tetto a quattro spioventi, in modo tale da ottenere una migliore acustica. L'orchestra ha una pianta circolare e ha un pavimento fatto con lastre di marmo colorato di varie forme, donato, durante l'epoca augustea, da Marco Oculatio Vero, come riportato su di un'epigrafe in bronzo. Il palcoscenico non presenta grosse particolarità: originariamente decorato in marmo, ha uno spazio per il sipario e tre ingressi che conducevamo agli spogliatoi. La zona destinata al pubblico si divide nei tribulania, i quali poggiano su parodoi ed avevano ingresso direttamente dalla scena e la cavea, a sua volta divisa in ima cavea, che dispone di quattro file e la media cavea, divisa in cinque cunei: queste due zone sono divise tramite una balaustra, rifinita con zampe di grifo alate; manca la summa cavea mentre i gradini della restante cavea sono realizzati in tufo ed hanno la particolarità di possedere una cavità nella parte posteriore, in modo tale da evitare che gli spettatori seduti davanti potessero essere disturbati dai piedi di quelli dietro. Le poche decorazioni pittoriche rinvenute sono in secondo stile: caratteristici due telamoni inginocchiati in tufo, tipica caratteristica dell'arte ellenica, posti nei paradoi, che reggono delle cornici all'interno delle quali dovevano essere posti altri elementi decorativi, probabilmente delle anfore.